# Euphyia occidentalis
Euphyia occidentalis är en fjärilsart som beskrevs av Turner 1941. Euphyia occidentalis ingår i släktet Euphyia och familjen mätare. Inga underarter finns listade i Catalogue of Life.